# 首发游戏
首发游戏（launch game）是面向消费者，和对应电子游戏机同时发行的电子游戏，即是说游戏机发行当时仅能玩到的游戏。一些游戏还和主机捆绑。因为首发游戏是主机特性和技术能力的第一印象，因而在电子游戏产业中地位重要，许多首发游戏成为杀手级应用。